# San Miguel Balderas
San Miguel Balderas är en ort i Mexiko.   Den ligger i delstaten Mexiko, i den sydöstra delen av landet, 70 km sydväst om huvudstaden Mexico City. San Miguel Balderas ligger 2 857 meter över havet och antalet invånare är 4 621.
Terrängen runt San Miguel Balderas är varierad, och sluttar österut. Runt San Miguel Balderas är det ganska tätbefolkat, med 248 invånare per kvadratkilometer. Närmaste större samhälle är Toluca, 19,8 km norr om San Miguel Balderas. I omgivningarna runt San Miguel Balderas växer huvudsakligen savannskog.